# Oscaruddelingen 1967
Oscaruddelingen 1967 var den 39. oscaruddeling, hvor de bedste film fra 1966 blev hædret af Academy of Motion Picture Arts and Sciences. Uddelingen blev afholdt 10. april 1967 i Santa Monica Civic Auditorium i Santa Monica, Californien, USA. Bob Hope var igen vært for ceremonien.

## Priser
Vinderne står øverst i fed skrift og ().
| Bedste film | Bedste instruktør |
| --- | --- |
| - Mand til alle tider – Fred Zinnemann, producer - Alfie – Lewis Gilbert, producer - Russerne kommer, russerne kommer! – Norman Jewison, producer - Kanonbåden San Pablo – Robert Wise, producer - Hvem er bange for Virginia Woolf? – Ernest Lehman, producer | - Fred Zinnemann – Mand til alle tider - Michelangelo Antonioni – Blowup - Claude Lelouch – Manden og kvinden - Richard Brooks – The Professionals - Mike Nichols – Hvem er bange for Virginia Woolf? |
| Bedste mandlige hovedrolle | Bedste kvindelige hovedrolle |
| - Paul Scofield – Mand til alle tider som Sir Thomas More - Alan Arkin – Russerne kommer, russerne kommer! som Lt. Yuri Rozanov - Richard Burton – Hvem er bange for Virginia Woolf? som George - Michael Caine – Alfie som Alfie Elkins - Steve McQueen – Kanonbåden San Pablo som Jake Holman | - Elizabeth Taylor – Hvem er bange for Virginia Woolf? som Martha - Anouk Aimée – Manden og kvinden som Anne Gauthier - Ida Kamińska – Butikken på hovedgaden som Rozália Lautmannová - Lynn Redgrave – Georgy Girl som Georgina "Georgy" Parkin - Vanessa Redgrave – Morgan! som Leonie Delt |
| Bedste mandlige birolle | Bedste kvindelige birolle |
| - Walter Matthau – The Fortune Cookie som "Whiplash Willie" Gingrich - Mako – Kanonbåden San Pablo som Po-han - James Mason – Georgy Girl som James Leamington - George Segal – Hvem er bange for Virginia Woolf? som Nick - Robert Shaw – Mand til alle tider som Henrik 8. af England | - Sandy Dennis – Hvem er bange for Virginia Woolf? som Honey - Wendy Hiller – Mand til alle tider som Alice More - Jocelyne LaGarde – Hawaii som dronning Malama Kanakoa - Vivien Merchant – Alfie som Lily - Geraldine Page – You're a Big Boy Now som Margery Chanticleer |
| Bedste Originale Manuskript | Bedste Filmatisering |
| - Manden og kvinden – Manuskript af Claude Lelouch og Pierre Uytterhoeven; Historie af Claude Lelouch - Blowup – Manuskript af Michelangelo Antonioni, Edward Bond og Tonino Guerra; Historie af Michelangelo Antonioni - Knald eller fald – Billy Wilder og I. A. L. Diamond - Khartoum – Robert Ardrey - Jaget i junglen – Clint Johnston og Don Peters | - Mand til alle tider – Robert Bolt baseret på hans skuespil - Alfie – Bill Naughton baseret på hans skuespil - The Professionals – Richard Brooks baseret på romanen A Mule for the Marquesa af Frank O'Rourke - Russerne kommer, russerne kommer! – William Rose baseret på romanen Off-Islanders af Nathaniel Benchley - Hvem er bange for Virginia Woolf? – Ernest Lehman baseret på skuespil af Edward Albee |
| Bedste udenlandske film | Bedste sang |
| - Manden og kvinden (Frankrig) - Slaget om Algier (Italien) - Blondinens kærlighed (Tjekkoslovakiet) - Farao - ægypternes hersker (Polen) - Tri (Jugoslavien) | - "Born Free" fra Born Free – Musik af John Barry; Tekst af Don Black - "Alfie" fra Alfie – Musik af Burt Bacharach; Tekst af Hal David - "Georgy Girl" fra Georgy Girl – Musik af Tom Springfield; Tekst af Jim Dale - "My Wishing Doll" fra Hawaii – Musik af Elmer Bernstein; Tekst af Mack David - "A Time for Love" fra Vi ses i helvede, darling – Musik af Johnny Mandel; Tekst af Paul Francis Webster |
| Bedste dokumentarfilm | Bedste kortdokumentar |
| - The War Game - The Face of a Genius - Helicopter Canada - The Really Big Family - Le Volcan interdit | - A Year Toward Tomorrow – Edmond A. Levy - Adolescence - Cowboy - The Odds Against - Részletek J.S. Bach Máté passiójából |
| Bedste kortfilm | Bedste Korte Animationsfilm |
| - Wild Wings – Edgar Anstey - Turkey the Bridge – Derek Williams - The Winning Strain – Leslie Winik | - A Herb Alpert and the Tijuana Brass Double Feature – John Hubley og Faith Hubley - The Drag – Carlos Marchiori - The Pink Blueprint – David H. DePatie og Friz Freleng |
| Bedste Originale Musik | Bedste Bearbejdede Musik |
| - Born Free – John Barry - Hvem er bange for Virginia Woolf? – Alex North - Bibelen... i begyndelsen – Toshiro Mayuzumi - Hawaii – Elmer Bernstein - Kanonbåden San Pablo – Jerry Goldsmith | - Der skete noget skægt på vejen til Forum – Ken Thorne - Matthæusevangeliet – Luis Bacalov - Syv mænd vender tilbage – Elmer Bernstein - Den syngende nonne – Harry Sukman - Stop the World – I Want to Get Off – Al Ham |
| Bedste Lydeffekter | Bedste Lyd |
| - Grand Prix – Gordon Daniel - Den fantastiske rejse – Walter Rossi | - Grand Prix – Franklin Milton - Pas på hovedet – Waldon O. Watson - Hawaii – Gordon E. Sawyer - Kanonbåden San Pablo – James Corcoran - Hvem er bange for Virginia Woolf? – George Groves |
| Bedste Scenografi, Sort og Hvid | Bedste Scenografi, Farver |
| - Hvem er bange for Virginia Woolf? – Art Direction: Richard Sylbert; Sæt Dekoration: George James Hopkins - Knald eller fald – Art Direction: Robert Luthardt; Sæt Dekoration:: Edward G. Boyle - Matthæusevangeliet – Art Direction og Sæt Dekoration: Luigi Scaccianoce - Brænder Paris? – Art Direction: Willy Holt; Sæt Dekoration: Marc Frédérix og Pierre Guffroy - Kvinden uden ansigt – Art Direction: George Davis og Paul Groesse; Sæt Dekoration: Henry Grace og Hugh Hunt | - Den fantastiske rejse – Art Direction: Jack Martin Smith og Dale Hennesy; Sæt Dekoration: Walter M. Scott og Stuart A. Reiss - Pas på hovedet – Art Direction: Alexander Golitzen og George C. Webb; Sæt Dekoration: John P. Austin og John McCarthy Jr. - Juliette – Art Direction og Sæt Dekoration: Piero Gherardi - The Oscar – Art Direction: Hal Pereira og Arthur Lonergan; Sæt Dekoration:: Robert R. Benton og James W. Payne - Kanonbåden San Pablo – Art Direction: Boris Leven; Sæt Dekoration: Walter M. Scott, John Sturtevant og William Kiernan |
| Bedste Fotografering, Sort og Hvid | Bedste Fotografering, Farver |
| - Hvem er bange for Virginia Woolf? – Haskell Wexler - Knald eller fald – Joseph LaShelle - Georgy Girl – Kenneth Higgins - Brænder Paris? – Marcel Grignon - Manden der skiftede ansigt – James Wong Howe | - Mand til alle tider – Ted Moore - Den fantastiske rejse – Ernest Laszlo - Hawaii – Russell Harlan - The Professionals – Conrad Hall - Kanonbåden San Pablo – Joseph MacDonald |
| Bedste Kostumer, Sort og Hvid | Bedste Kostumer, Farver |
| - Hvem er bange for Virginia Woolf? – Irene Sharaff - The Gospel According to St. Matthew – Danilo Donati - Mandragola – Danilo Donati - Kvinden uden ansigt – Helen Rose - Morgan! – Jocelyn Rickards | - Mand til alle tider – Joan Bridge og Elizabeth Haffenden - Pas på hovedet – Jean Louis - Hawaii – Dorothy Jeakins - Juliette – Piero Gherardi - The Oscar – Edith Head |
| Bedste Klipning | Best Special Visual Effects |
| - Grand Prix – Fredric Steinkamp, Henry Berman, Stewart Linder og Frank Santillo - Den fantastiske rejse – William B. Murphy - Russerne kommer, russerne kommer! – Hal Ashby og J. Terry Williams - Kanonbåden San Pablo – William H. Reynolds - Hvem er bange for Virginia Woolf? – Sam O'Steen | - Den fantastiske rejse – Art Cruickshank - Hawaii – Linwood G. Dunn |